# Lava Lava (chanteur)
Abdul Juma Idd (né le 27 mars 1993), mieux connu sous son nom de scène Lava Lava, est un chanteur tanzanien signé sous le label WCB Wasafi,.

## Biographie
Lava Lava a rejoint la Tanzania House of Talents (THT) où il a appris la musique. À la fin de son étude de musique, un compagnon de la WCB Wasafi lui a demandé de se présenter aux disques de Wasafi et il a eu la chance d'être marqué. Alors qu'il était chez Wasafi Records, il lui a fallu deux ans avant d'être découvert par les fans. Lava Lava a rejoint WCB Wasafi, un label appartenant à Diamond Platnumz´, mais a été officiellement dévoilé le 22 mai 2017, en publiant une chanson "Tuachane"´. Tout au long de sa carrière, Lava Lava a travaillé avec différents poids lourds de la musique, y compris Diamond Platnumz, Harmonize, Billnass, Mbosso, Rayvanny, Lulu Diva et plus encore. Ses chansons à succès telles que Saula, Nga'ring'ari, Habibi, Tuna Kikao et Tajiri ont fait un foyer en Tanzanie. Il est connu pour son son Bongo Flava et son style musical Baibuda.

## Vie privée
La vie personnelle de Lava Lava est assez privée. Il y a eu des spéculations sur le fait de savoir s'il est marié ou s'il sort avec quelqu'un, mais la plupart des rumeurs n'ont pas été confirmées. Cependant, il a parfois fait connaître ses relations au public car Idd a déjà présenté ses fans à sa petite amie lors d'un concert. En 2018, il a sorti une chanson intitulée "Single" où il exprime son ennui face aux rumeurs constantes sur son statut relationnel.
Il y a eu des allégations de la part d'une femme nommée Flaviana selon lesquelles elle et Idd étaient en couple. Grâce à une interview avec Jubon Online, qui a été téléchargée sur YouTube le 21 août 2018, Flaviana affiche une vidéo d'Idd chez elle en train de boire du thé torse nu, et des conversations WhatsApp entre eux. Flaviana avait été enceinte et a affirmé que Lava était le père. Cependant, dans de multiples interviews, Lava Lava a ignoré l'affirmation affirmant que la dame n'est qu'à la recherche de la célébrité.

## Discographie

### Albums
- Promise[16]

### Singles
- Saula featuring Harmonize
- Warembo featuring Susumila
- Niue
- Gundu
- Teja
- Tuachane
- Habibi
- Jibebe featuring Mbosso and Diamond Platnumz
- Hatuachani
- Tukaze Roho
- Utatulia
- Utanipenda cover
- Go gaga
- Wanga
- Tekenya
- Corona
- Bachela
- Single
- Nimekuchagua
- Dede
- Tattoo
- Balaa
- Ya Ramadhan
- Kizungu zungu
- Dondosa